# 波因特山口
波因特山口（英語：Poynter Col），是南極洲的山口，位於葛拉漢地北部的戴維斯海岸，處於謝爾曼角東南面17公里，海拔高度超過700米，由英國南極名稱諮詢委員會命名，現時由南極條約體系管理。